# Heilig Hartkerk (Emsdetten)
De Heilig Hartkerk (Duits: Pfarrkirche Herz Jesu) is een rooms-katholiek kerkgebouw in de Westfaalse stad Emsdetten. De onder monumentenzorg vallende kerk is gelegen aan de Karlstraße. Sinds een fusie maakt de Heilig Hartkerk samen met enkele andere kerken deel uit van de Sint-Pancratiusparochie. 

## Geschiedenis en architectuur
De basiliek met drie traveeën, een transept en een ingesnoerd koor met 5/8 afsluiting werd gebouwd van 1922 tot 1924 naar een ontwerp van de architect Ludwig Becker. Onder leiding van de architect Wilhelm Sunder-Plaßmann werd in de jaren 1934-1935 de bouw van het reeds eerder geplande monumentale westwerk met de polygonale voorbouw uitgevoerd. Het kerkgebouw oriënteert zich aan de romaanse architectuur en is opgetrokken van zandsteen van onregelmatige afmetingen. Kenmerkend voor het gebouw zijn de rondbogige vensters. Het interieur heeft een kruisribgewelf. De apsis heeft een halfronde afsluiting.
Het oorspronkelijke kerkinterieur is gedeeltelijk bewaard gebleven. Vermeldenswaardig is een 17e-eeuwse houten Madonna met Kind. 